# The Time of Our Lives (EP)
The Time of Our Lives är den amerikanska sångerskan Miley Cyrus första EP. Den innehåller bland annat första singeln "Party In The U.S.A" och en liveversion av duetten "Before The Storm", som hon sjunger tillsammans med Nick Jonas. Albumversionen av låten finns med på Jonas Brothers fjärde studioalbum, Lines, Vines and Trying Times. 
Singeln "Party In The U.S.A" började spelas på radio i början av augusti 2009, men läcktes ut redan i slutet av juli. Miley blev inte så glad över det och använde sig av den populära sidan Twitter där hon skrev följande: "How did my friggen song get leaked?"
Den 10 augusti uppträdde hon med låten på den elfte upplagan av Teen Choice Awards. Det blev mycket snack om saken, på grund av Mileys vågade dans på en glassvagn som hade en danspåle. Folk har börjat kalla henne för "Den nästa Britney Spears" med tanke på hennes struliga karriär, vilket Miley har tagit som en komplimang, eftersom hon är ett stort fan av Britney.
EP:n släpptes i Sverige den 19 oktober 2009.

## Låtlista

### USA-utgåva
- Releasedatum: 28 augusti 2009

| Nr | Låttitel                                          | Musik/text                                         | Längd |
| -- | ------------------------------------------------- | -------------------------------------------------- | ----- |
| 1. | "Kicking and Screaming"                           | John Shanks, Kara DioGuardi                        | 2:58  |
| 2. | "Party in the U.S.A."                             | Lukasz Gottwald, Claude Kelly, Jessica Cornish     | 3:22  |
| 3. | "When I Look at You"                              | Shanks, Hillary Lindsey                            | 4:09  |
| 4. | "The Time of Our Lives"                           | Gottwald, Kelly, Kesha Sebert, Pebe Sebert         | 3:32  |
| 5. | "Talk Is Cheap"                                   | Shanks, Amy Lindop                                 | 3:40  |
| 6. | "Obsessed"                                        | Roger Lavoie                                       | 4:04  |
| 7. | "Before the Storm" (Live duet med Jonas Brothers) | Nick Jonas, Joe Jonas, Kevin Jonas II, Miley Cyrus | 4:35  |

### Internationell utgåva
Denna utgåva släpptes i Malaysia, Australien, Brasilien och Europa. Denna utgåva skiljer sig från den som släpptes i USA. Det är ett annat omslag där det är en närbild på Miley Cyrus som håller i en mikrofon. Låten The Climb lades också till på låtlistan. I Australien anses "The Time of Our Lives" vara ett andra album från sångerskan Miley Cyrus (då är inte Meet Miley Cyrus medräknat).
- Releasedatum: hösten 2009

| Nr | Låttitel                                          | Musik/text                                         | Längd |
| -- | ------------------------------------------------- | -------------------------------------------------- | ----- |
| 1. | "Kicking and Screaming"                           | John Shanks, Kara DioGuardi                        | 2:58  |
| 2. | "Party in the U.S.A."                             | Lukasz Gottwald, Claude Kelly, Jessica Cornish     | 3:22  |
| 3. | "When I Look at You"                              | Shanks, Hillary Lindsey                            | 4:09  |
| 4. | "The Time of Our Lives"                           | Gottwald, Kelly, Kesha Sebert, Pebe Sebert         | 3:32  |
| 5. | "Talk Is Cheap"                                   | Shanks, Amy Lindop                                 | 3:40  |
| 6. | "Obsessed"                                        | Roger Lavoie                                       | 4:04  |
| 7. | "Before the Storm" (Live duet med Jonas Brothers) | Nick Jonas, Joe Jonas, Kevin Jonas II, Miley Cyrus | 4:35  |
| 8. | "The Climb"                                       | Jessi Alexander, Jon Mabe                          | 2:58  |

## Utgivningshistorik
| Land           | Datum           | Bolag               | Format               |
| -------------- | --------------- | ------------------- | -------------------- |
| USA            | 28 augusti 2009 | Hollywood Records   | CD, digital download |
| Frankrike      | 19 oktober 2009 | Universal Records   | CD, digital download |
| Sverige        | 19 oktober 2009 | Universal Records   | CD, digital download |
| Storbritannien | 9 november 2009 | Fascination Records | CD, digital download |